# Moban zhengzhemini
Moban zhengzhemini (лат.) — ископаемый вид прямокрылых, единственный в составе рода Moban из семейства Burmecaelidae. Меловой период, бирманский янтарь (Мьянма, Юго-Восточная Азия).

## Этимология
Видовое название M. zhengzhemini дано в честь профессора Чжэ Минь Чжэна (Zhe-Min Zheng, 1932—2021) в знак признания его значительного вклада в ортоптерологию. Название рода Moban в переводе с китайского означает «чернильные пятна», что относится к небольшим неравномерным тёмным пятнам на теле нового вида.

## Описание
Мелкие прямокрылые, длина тела 4,30 мм (длина переднеспинки 1,93 мм). Тело в чёрных пятнах. Голова гипогнатная, длина головы 0,72 мм. Усики короткие (длина антенны 1,28 мм), состоят из 8 члеников. Глаза крупные (выступающие апикально и почти контактирующие друг с другом). Оцеллии отсутствуют. Обнаружены в бирманском янтаре (меловой период) в Мьянме (Юго-Восточная Азия).